# Vlag van Ciney
De vlag van Ciney is op onbekende datum bij raadsbesluit vastgesteld als de vlag van de Naamse gemeente Ciney. De vlag kan als volgt worden beschreven:
Blauw met vijf witte jonge mannenhoofden in wit.
De vlag komt overeen met het vlagontwerp van de Raad van Heraldiek en Vexillologie (Frans: Conseil d’héraldique et de vexillologie). De vlag is volledig gebaseerd op het gemeentewapen en ziet er dus helemaal hetzelfde uit.